# Araçatuba
21°12′32″N 50°25′58″T / 21,20889°N 50,43278°T

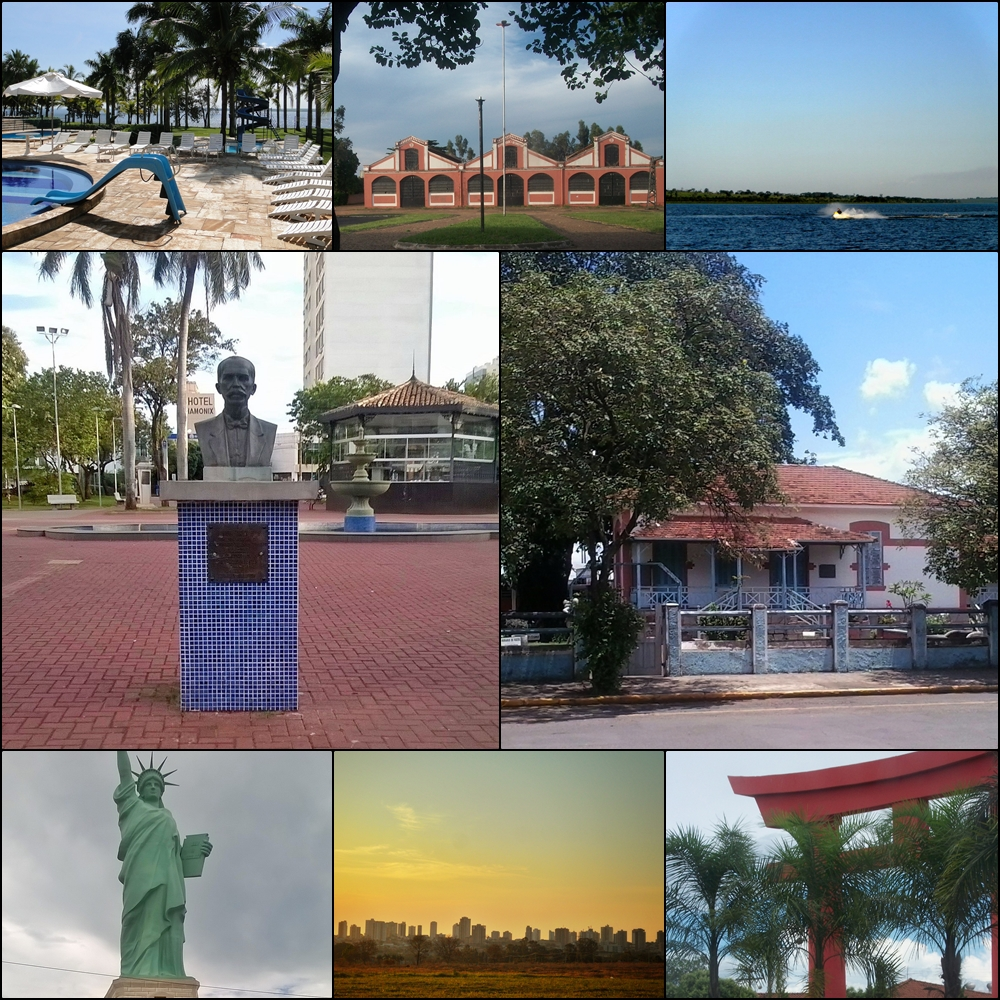
Araçatuba

Araçatuba là một thành phố ở tây bắc bang São Paulo, Brasil. Thành phố này có 178.839 người (2007). Hoạt động kinh tế chủ yếu gồm: công-nông nghiệp, đặc biệt là chăn nuôi và chế biến thịt gia súc. Diện tích 1170,5 km². Độ cao là 390 m.
Thành phố là thủ phủ của Tiểu vùng Araçatuba có dân số 232.341 (2000), diện tích 5.380,6 km² và mật độ dân số 43 người/km². Vùng này cũng bao gồm các thị xã Bento de Abreu, Guararapes, Lavinia, Rubiácea,Birigui,Coroados và Valparaíso 
Các đô thị giáp ranh: 
Gabriel Monteiro, Bilac, Birigui, Buritama, Santo Antônio do Aracanguá, Pereira Barreto, Mirandópolis, Lavínia, Valparaíso và Guararapes